# الجندي الأمريكي (فلم)
الجندي الأمريكي (بالإنجليزية: The American Soldier) (بالألمانية: Der amerikanische Soldat) فيلم ألماني غربي لعام 1970، من تأليف وإخراج «راينر فيرنر فاسبيندر». الفيلم من بطولة كارل شيدت. يتعرض الفيلم لريكي، وهو قاتل متعاقد ألماني أمريكي بدم بارد، وبعد أن خدم في فيتنام، عاد إلى مسقط رأسه في ميونيخ للقضاء على بعض المحتالين الذين يعانون من مشاكل لثلاثة من رجال الشرطة المنشقين.

## طاقم التمثيل
- كارل شيدت: في دور ريكي
- إلجا سورباس: في دور روزا
- جان جورج: في دور جان
- هارك بوم: في دور دوك
- ماريوس أيشر: في دور شرطي
- مارجريت فون تروتا: في دور الخادمة
- أولي لوميل: في دور غجري
- كاترين شاك: في دور ماجدالينا فولر
- إنجريد كافين: في دور مغنية الحانة
- إيفا إنجبورج شولز: في دور والدة ريكي
- كورت راب: في دور شقيق ريكي
- إيرم هيرمان: في دور عاهرة
- جوستل داتز: في دور رئيس الشرطة
- راينر فيرنر فاسبيندر: في دور فرانز والش[3]

## أحداث الفيلم
يعود «ريتشارد» أو ريكي كما يناديه الأصدقاء وهو الجندي الذي إشترك في حرب فيتنام، إلى ميونيخ بعد عدة سنوات في الولايات المتحدة، حيث يلتقى بصديقه القديم «فرانز». ينفذ ريكي مخطط جرائم قتل لصالح شرطة ميونيخ من أجل «تحسين» إحصائيات الجريمة. ضحية ريكي الأولى هو رجل من الغجر، وثانيها امرأة تتعامل في المجلات والمعلومات الإباحية وقتل صديقها أيضا. الضحية الرابعة هي روزا محبوبة وشريكة لأحد ضباط الشرطة. عندما يزور ريتشارد والدته وشقيقه، يأتيه أمر بقتلهما أيضًا. خامس قتيل في الفيلم هو خادمة الفندق الذي يعيش فيه ريتشارد، حيث تطعن نفسها بسكين بعد أن علمت عبر الهاتف أن علاقتهما قد إنتهت. تحدث المواجهة النهائية في محطة القطار الرئيسية: يتم إطلاق النار على ريتشارد وفرانز من قبل الشرطة بعد تشتيت إنتباههما بوصول والدة ريتشارد وشقيقه. لقطة طويلة لوفاتهما مصحوبة بأغنية «كثيرا من الحنان» (غناها جونتر كوفمان).

## الخلفية والإنتاج
أثناء التصوير تزوج المخرج راينر فيرنر فاسبيندر من إنجريد كافين (ممثلة ومغنية تلعب في الفيلم دور مغنية حانة)، وفي عام 1972 إنفصل الزوجان مرة أخرى بعد ما يقرب من عامين من الزواج، وفي مقابلة، قال المخرج فاسبيندر: «عندما كنا متزوجين، لم يعد بيننا شيء، ولا مزيد من الحديث ممكن، لا شيء على الإطلاق».
كان فاسبيندر قد خطط في البداية لإختيار الممثل جونتر كوفمان في الدور الرئيسي، ولكن حدث مشاكل شخصية بينه وبين كوفمان أثناء التصوير، وأصبح لا يمكن استخدام المشاهد التي تم تصويرها بالفعل لأن الممثل الرئيسي تغير، وأثناء العمل بالفيلم أيضًا تم تصوير حفل زفاف فاسبندر وزميلته الممثلة إنجريد كافين.

## استقبال الفيلم
منح موقح الطماطم الفاسدة تقييم 77% للفيلم، بناء على آراء 13 ناقد.

## روابط خارجية
- مقالات تستعمل روابط فنية بلا صلة مع ويكي بيانات

https://www.rottentomatoes.com/m/the_american_soldier الجندي الأمريكي (فيلم)
https://www.imdb.com/title/tt0065391/ الجندي الأمريكي (فيلم)
https://www.rogerebert.com/features/regarding-rw-fassbinder-letter-to-a-young-cinephile الجندي الأمريكي (فيلم)